# 棕颏噪鹛
棕颏噪鹛（学名：Ianthocincla rufogularis），是画眉科噪鹛属的一种，分布于巴基斯坦、缅甸、孟加拉国、不丹、中国大陆、越南、印度和尼泊尔。该物种的保护状况被评为无危。
棕颏噪鹛的平均体重约为63.0克。栖息地包括亚热带或热带的（低地）湿润疏灌丛、亚热带或热带的湿润低地林、亚热带或热带的高海拔疏灌丛、亚热带或热带的湿润山地林和耕地。